# Republiek Servisch Krajina
De republiek Servisch Krajina (Servisch: Република Српска Крајина, Repoeblika Srpska Krajina, afgekort tot PCK, RSK) was een door Serviërs zelf uitgeroepen republiek in Kroatië.
In 1991 werd in de Kroatische Krajina (wat, in vertaling, zoveel betekent als "randgebieden") door de Serviërs onder Milan Babić een eigen republiek uitgeroepen.
Bij de volkstelling van 1991 woonden in het gebied van de latere republiek Servisch Krajina bijna 470.000 mensen, onder wie 246.000 Serviërs, 168.000 Kroaten en 56.000 mensen van een andere etniciteit. Aan de stichting van de Republiek van Servisch Krajina ging een grootschalige verdrijving van meer dan 170.000 niet-Servische inwoners vooraf. Daarnaast werd een onbekend aantal niet-Servische burgers vermoord of in gevangenkampen ondergebracht.
Nadat Slobodan Milošević de republiek Servisch Krajina had laten vallen, had de Republiek in 1995 geen schijn van kans tegen de goed bewapende Kroatische troepen die de gebieden opnieuw innamen tijdens Operatie Bliksem en Operatie Storm. Meer dan 200.000 Serviërs werden verdreven naar gebieden met een Servisch bestuur.
Sloveense Oorlog (1991) · Kroatische Oorlog (1991-95) · Bosnische Burgeroorlog (1992-95) · Kroatisch-Bosniakse Oorlog (1992-94) · Kosovo-oorlog (1998-99) · Operatie Allied Force (1999) · Conflict in de Preševo-vallei (2001) · Macedonisch conflict (2001)